# Franz Xaver Hofmann

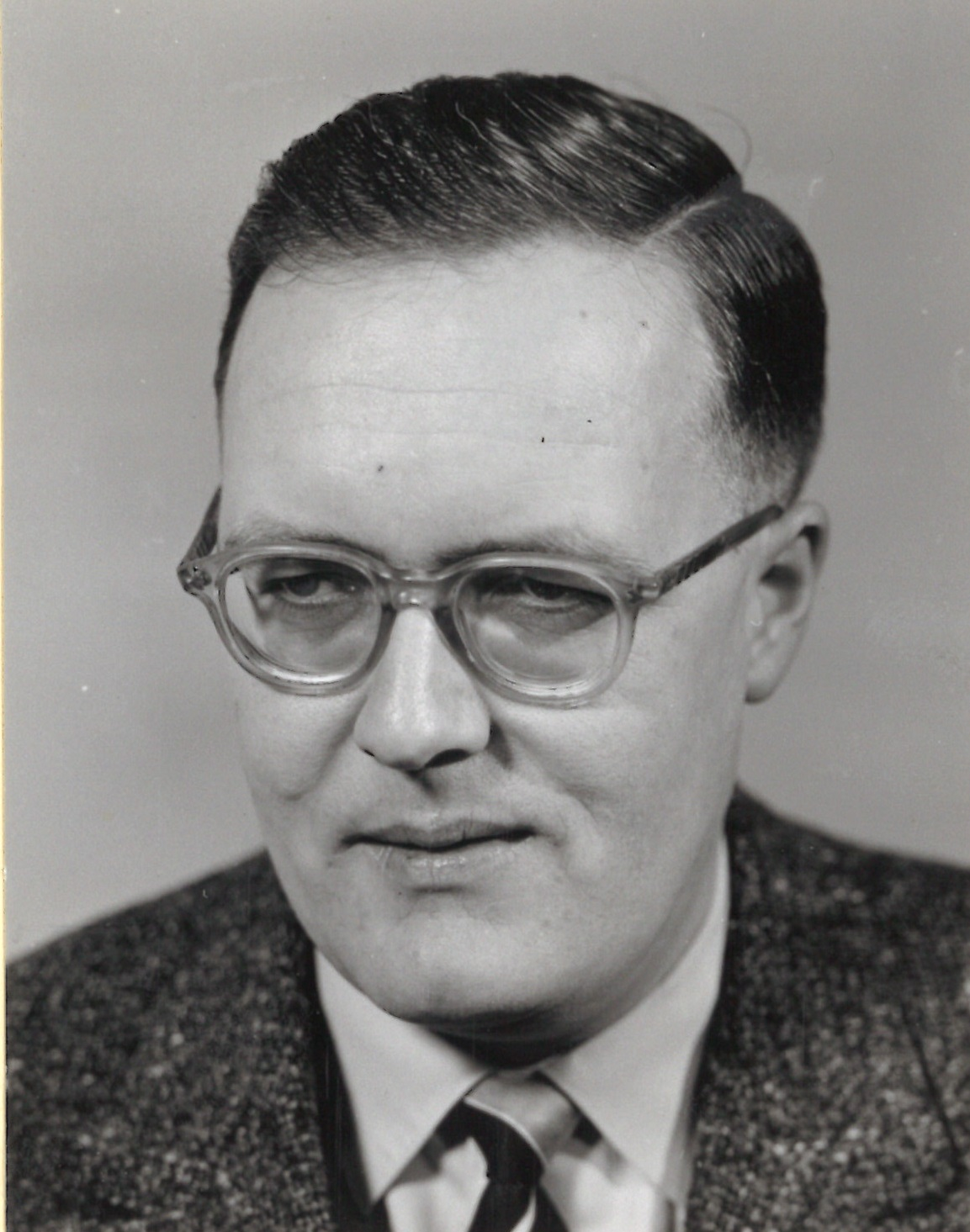
Franz Xaver Hofmann, ca. 1960

Franz Xaver Hofmann (* 21. August 1921 in St. Gallen; † 23. Februar 2003 in Neuhausen am Rheinfall) war ein Schweizer Geologe und Leiter des Formstofflaboratoriums der Georg Fischer AG.

## Leben
Franz Hofmann wurde als drittes Kind von Johann und Sophie Hofmann-Scholl in St. Gallen geboren. Nach dem Abbruch seiner kaufmännische Ausbildung holte er die eidgenössische Matur nach und studierte anschliessend an der Universität Zürich Geologie. 1949 legte er seine Dissertation mit dem Titel Zur Stratigraphie und Tektonik des St.Gallisch-Thurgauischen Miozäns (Obere Süsswassermolasse) und zur Bodenseegeologie vor, die 1951 veröffentlicht wurde. 1960 habilitierte er über Sedimentpetrographie der Molasseablagerungen an der  Eidgenössisch Technischen Hochschule Zürich, wo er auch als Lehrbeauftragter wirkte.
Von 1951 bis zu seiner Pensionierung 1986 arbeitete Franz Hofmann in der Georg Fischer AG, wo er unter anderem das Formstofflaboratoriums aufbaute.  Dank seinem geologisch-petrografischen und giessereitechnologischen Wissen entwickelte er verschiedene Testmethoden, Verfahren und Produktionsprozesse im Bereich der Giessereiformstoffe.
Nebenberuflich forschte Franz Hofmann in verschiedenen erdwissenschaftlichen Fachbereichen und kartierte und dokumentierte dabei über 800 Quadratkilometer für den Geologischen Atlas der Schweiz. Insgesamt verfasste er über 100 wissenschaftliche und populärwissenschaftliche Arbeiten. 1993 schenkte er seine umfangreiche Mineralien und Gesteinssammlung dem Museum zu Allerheiligen Schaffhausen.
Franz Hofmann war mit Rosi Mosberger verheiratet und Vater von zwei Söhnen.

## Schriften
- Mineralien des Kantons Schaffhausen Als: Neujahrsblatt der Naturforschenden Gesellschaft Schaffhausen Nr. 26/1974